# Kościół Najświętszej Maryi Panny Wspomożenia Wiernych w Lipinkach
Kościół Najświętszej Maryi Panny Wspomożenia Wiernych w Lipinkach – rzymskokatolicki kościół parafialny należący do parafii pod tym samym wezwaniem (dekanat jeżewski diecezji pelplińskiej).
Jest to świątynia wzniesiona w 1904 roku. Od 1908 roku przy kościele istnieje samodzielna parafia.
Budowla została wpisana do rejestru zabytków województwa kujawsko-pomorskiego w dniu 26 marca 2012 roku pod numerem A/1609.